# تشدید درگیری
تشدید درگیری (انگلیسی: Conflict escalation) فرآیندی است که طی آن شدت یا مقیاس درگیری‌ها در طول زمان افزایش می‌یابد. این فرآیند ممکن است به درگیری‌های بین افراد یا گروه‌ها در روابط بین فردی اشاره داشته باشد، یا ممکن است به تشدید خصومت‌ها در یک زمینه سیاسی یا نظامی اشاره کند. در نظریه سیستم‌ها، فرایند تشدید درگیری با بازخورد مثبت، مدل‌سازی می‌شود. تشدید درگیری را می‌توان با نظریه بازی‌ها مدل‌سازی کرد. در مقابل، کاهش تشدید، رویکردهایی هستند که منجر به کاهش یا پایان درگیری می‌شوند.
در حالی که کلمه تشدید در اوایل سال ۱۹۳۸ استفاده می‌شد، در طول جنگ سرد توسط دو کتاب مهم رایج شد: در مورد تشدید (هرمن کان، ۱۹۶۵) و تشدید و گزینه هسته‌ای (برنارد برودی، ۱۹۶۶). در این زمینه‌ها، به ویژه به جنگ بین دو کشور بزرگ با سلاح‌های کشتار جمعی در طول جنگ سرد اشاره داشت.
تشدید درگیری نقشی تاکتیکی در درگیری نظامی دارد و اغلب با قوانین صریح درگیری رسمیت می‌یابد. تاکتیک‌های نظامی بسیار موفق از نوع خاصی از تشدید درگیری مانند کنترل زمان واکنش حریف استفاده می‌کنند که به تاکتیک‌پرداز اجازه می‌دهد حریف خود را تعقیب یا به دام بیندازد. ناپلئون بناپارت و هاینتس گودریان از این رویکرد حمایت می‌کردند. سون تزو آن را به شکلی انتزاعی‌تر شرح داد و اظهار داشت که استراتژی نظامی در مورد به حداقل رساندن تشدید و دیپلماسی در مورد از بین بردن آن است.